# Despotia
Despotia, da mesma raiz de δεσποτισμός - despotismo, foi o termo utilizado por Aristóteles para descrever o estado relacionado à tirania. Para Aristóteles, o que hoje denominamos demagogia, ele chamava democracia e o que chamamos democracia, ele designava como politia. À monarquia denominava realeza. E à tirania, chamava despotia.